# Fußball-Oberliga 2019/20
Die Fußball-Oberliga 2019/20 war die zwölfte Saison der Oberliga als fünfthöchste Spielklasse im Fußball in Deutschland. Aufgrund der COVID-19-Pandemie mussten alle Oberligen abgebrochen werden.

## Oberligen
| Oberliga                                                 | Mannschaften       | Meister                                                  |
| -------------------------------------------------------- | ------------------ | -------------------------------------------------------- |
| Oberliga Baden-Württemberg 2019/20                       | 18                 | VfB Stuttgart II *                                       |
| Bayernliga 2019–21 in zwei Staffeln (Nord und Süd)       | 17 (Nord) 18 (Süd) | Spielzeit verlängert bis 2021, Saison 2020/21 entfiel    |
| Bremen-Liga 2019/20                                      | 16                 | FC Oberneuland*                                          |
| Oberliga Hamburg 2019/20                                 | 18                 | TuS Dassendorf*                                          |
| Hessenliga 2019/20                                       | 18                 | TSV Eintracht Stadtallendorf*                            |
| Mittelrheinliga 2019/20                                  | 16                 | FC Wegberg-Beeck*                                        |
| Oberliga Niederrhein 2019/20                             | 18                 | SV Straelen*                                             |
| Oberliga Niedersachsen 2019/20                           | 18                 | VfV 06 Hildesheim*                                       |
| Oberliga Nordost 2019/20 in zwei Staffeln (Nord und Süd) | 16 (Nord) 16 (Süd) | Tennis Borussia Berlin (Nord)* FSV 63 Luckenwalde (Süd)* |
| Oberliga Rheinland-Pfalz/Saar 2019/20                    | 18                 | TSV Schott Mainz*                                        |
| Oberliga Schleswig-Holstein 2019/20                      | 16                 | SV Todesfelde*                                           |
| Oberliga Westfalen 2019/20                               | 18                 | SC Wiedenbrück*                                          |

* Nach Saisonabbruch aufgrund einer Quotientenregelung

## Aufstieg zur Regionalliga

### Regionalliga Nord
Das Präsidium des Norddeutschen Fußball-Verbands beschloss am 22. Mai den Abbruch der Saison und dass auf eine Aufstiegsrunde zur Regionalliga Nord verzichtet werden solle. Es gab fünf direkte Aufsteiger aus der Oberliga Schleswig-Holstein, Oberliga Hamburg, Bremen-Liga und Oberliga Niedersachsen (zwei Mannschaften). Als Aufsteiger wurden die nach der Quotientenregelung besten Mannschaften ernannt, deren Antrag auf Zulassung zur Regionalliga Nord bewilligt wurde. Aufgestiegen sind:
- Schleswig-Holstein: 1. FC Phönix Lübeck (2. Platz, einziger Bewerber)
- Hamburg: FC Teutonia 05 Ottensen (2. Platz, einziger Bewerber)
- Bremen: FC Oberneuland (Meister, einziger Bewerber)
- Niedersachsen: VfV 06 Hildesheim (Meister), SV Atlas Delmenhorst (2. Platz)

### Regionalliga Nordost
Die Meister (nach Quotientenregelung) der Staffel Nord und Süd stiegen in die Regionalliga Nordost auf:
- Nord: Tennis Borussia Berlin
- Süd: FSV 63 Luckenwalde

### Regionalliga West
Aus der Mittelrheinliga, Oberliga Niederrhein und Oberliga Westfalen (zwei Mannschaften) stiegen die Meister nach der Quotientenregelung auf:
- Mittelrheinliga: FC Wegberg-Beeck
- Niederrhein: SV Straelen
- Westfalen: SC Wiedenbrück (Meister), Rot Weiss Ahlen (2. Platz)

### Regionalliga Südwest
In die Regionalliga Südwest stiegen die Meister (nach Quotientenregelung) der Oberliga Rheinland-Pfalz/Saar, Oberliga Baden-Württemberg und Hessenliga auf sowie der nach der Quotientenregelung beste, weitere für den Aufstieg gemeldete Teilnehmer der drei Oberligen.
- Rheinland-Pfalz/Saar: TSV Schott Mainz
- Baden-Württemberg: VfB Stuttgart II
- Hessen: TSV Eintracht Stadtallendorf
- Bester, weiterer für den Aufstieg gemeldeter Teilnehmer der drei Oberligen: KSV Hessen Kassel (2. Platz Hessenliga)

### Regionalliga Bayern
Die geplante Saison 2019/20 wurde sowohl in der Regionalliga Bayern als auch in der Bayernliga zu einer Spielzeit 2019–21 verlängert, wodurch eine Saison 2020/21 entfiel.